# 327512 Bíró
327512 Bíró è un asteroide della fascia principale. Scoperto nel 2006, presenta un'orbita caratterizzata da un semiasse maggiore pari a 3,0037226 UA e da un'eccentricità di 0,1119839, inclinata di 4,77378° rispetto all'eclittica.